# Juncos
La municipalité de Juncos, sur l'île de Porto Rico (Code International : PR.JC) couvre une superficie de 68 km² et regroupe 37 012 habitants en 2020.